# فردریک وارن و شرکا
فردریک وارن و شرکا (انگلیسی: Frederick Warne & Co) فریدریک وارن، رئیس شرکت و ناشر مشهور بریتانیایی برای چاپ کتاب‌های کودکان به ویژه آثار کسانی چون بئاتریکس پاتر است

## تاریخچه
این شرکت در سال ۱۸۶۵ توسط یک ناشر کتاب تأسیس شد که همان نام ناشر را بر خود گرفت، سرمایه‌گذاری جدید حاصل ارتباط بین وارن، رئیس قبلی و جورج روتلج شکل گرفت، در نیمهٔ دوم قرن نوزدهم، شرکت وارن، عمدهٔ شهرتش را به واسطهٔ چاپ و نشر کتاب‌های کودکان به دست آورد، از جمله نویسندگانی که آثار آنها توسط این شرکت به چاپ رسید می‌توان از ادوارد لیر، کیت گریناوی و والتر کران نام برد، در اواخر قرن نوزدهم فردریک وارن رئیس شرکت بازنشسته و مدیریت آن به سه فرزندش به نام‌های هارولد، فروینگ و نورمن سپرده شد